# Masdevallia hystrix
Masdevallia hystrix är en orkidéart som beskrevs av Carlyle August Luer och Alexander Charles Hirtz. Masdevallia hystrix ingår i släktet Masdevallia och familjen orkidéer. Inga underarter finns listade i Catalogue of Life.